# Life is SHOW TIME
「Life is SHOW TIME」（ライフ イズ ショー タイム）は、鬼龍院翔 from ゴールデンボンバーのシングル。2012年10月24日にavex entertainmentから発売された。

## 概要
ゴールデンボンバーのヴォーカルとして活躍する鬼龍院翔のソロデビューシングル。表題曲「Life is SHOW TIME」は、特撮テレビドラマ『仮面ライダーウィザード』のオープニングテーマに起用された。販売形態は「鬼」、「戦」、と題された2つの初回限定盤とDVD付属の通常盤、およびCDのみの通常盤の全4形態からなる。PVでは棚橋弘至、亀田大毅、鈴木桂治が出演し、グールたちと闘う内容になっている。カップリングには表題曲のオーケストラバージョンが収録されている。
鬼龍院翔は「GACKTを尊敬している」ことを公言しているが、仮面ライダーシリーズの主題歌を担当したことにより「憧れのGACKTさんに一歩近づいた」と、『ウィザード』の制作発表において喜びを表していた（GACKTは、2009年放送の『仮面ライダーディケイド』で主題歌を担当している）。
なお、発売前であるにもかかわらず小学校や幼稚園で披露されるなどの盛況ぶりで、2012年9月19日 - 25日付着うたフルウィークリーチャートでは1位を獲得している。同年9月26日に発売されたミュージッククリップ集「ミュージックビデオライダー」では、初回盤のみ「ちょろっと先行ver.」と称する本作品のPVの短縮版が収録されている。

## 収録曲
（全作詞：藤林聖子、作曲：tatsuo）
1. Life is SHOW TIME [3:57]
編曲：tatsuo
  - 特撮テレビドラマ『仮面ライダーウィザード』オープニングテーマ
2. Life is SHOW TIME WIZARD Orchestra Edit [4:44]
編曲：中川幸太郎
3. Life is SHOW TIME（Instrumental）

### DVD

#### 初回盤"鬼"
1. Life is SHOW TIME（music video）
2. Life is SHOW TIME（music video 鬼EDIT）

#### 初回盤"戦"
1. Life is SHOW TIME（music video）
2. Life is SHOW TIME（music video 戦EDIT）

#### 通常盤（CD+DVD）
1. Life is SHOW TIME（music video）

## カバー
Life is SHOW TIME
- イカルス渡辺 - 日本コロムビア版カバー音源。2013年2月27日発売『2013 うんどう会(4) Life is SHOW TIME』が初出。